# Hôpital Sendwe
L’hôpital Jason Sendwe est le plus grand hôpital de la province du Katanga, en république démocratique du Congo. Il est situé à Lubumbashi. La gestion de l'hôpital a été reprise en 1974 par la Gécamines et ses employés. Le 30 juillet 2005, la gestion de l'hôpital retourne à l'université de Lubumbashi.
Depuis la restitution de la gestion de l'hôpital général Jason Sendwe à l'université de Lubumbashi, cette institution médicale a connu deux médecins directeur à savoir le professeur Dr Wembonyama (pédiatre) et le professeur Dr Kalenga Mwenze Kayamba (gynécologue-obstétricien).
L’hôpital compte 1 200 lits.